# Abartach
Nella mitologia irlandese, Abartach o Abarta era uno dei Túatha Dé Danann.  Era anche conosciuto come Giolla Deacair (il duro servo) e fu associato con Fionn mac Cumhaill.
Abarta potrebbe essere associato col servo di Apollo, che gli avrebbe dato un arco d'oro dai poteri magici. Successivamente, nella cultura celtica, l'arco è stato sostituito da un cavallo magico. Possono essere notate alcune somiglianze tra Abaris e Paride), che uccise Achille con un arco e con l'aiuto di Apollo. L'uccisione da parte di Abaris di Diarmuid Ua Duibhne accoltellandolo al calcagno presenta paralleli con la storia di Achille.

## Etimologia
Questo teonimo sembra derivare dal proto-celtico *Adbero-tekos, la cui forma britannica è probabilmente stata *Abertecos.